# Aceste
Aceste is een geslacht van zee-egels uit de familie Schizasteridae.

## Soorten
- Aceste bellidifera Thomson, 1877
- Aceste ovata A. Agassiz & H.L. Clark, 1907
- Aceste weberi Koehler, 1914